# Landkreis Verden
Landkreis Verden är ett distrikt i Niedersachsen, Tyskland. Distriktet ligger direkt öster om Bremen.

## Infrastruktur
Genom distriktet går motorvägarna A1 och A27.

## Administrativ indelning
I förvaltningsrättslig mening finns i modern tid ingen skillnad mellan begreppet Stadt (stad) gentemot Gemeinde (kommun). 

### Einheitsgemeinden
| - Achim (stad) - Dörverden | - Kirchlinteln - Langwedel | - Ottersberg - Oyten | - Verden (Aller) (stad) |

### Samtgemeinde
| - Samtgemeinde Thedinghausen |